# 电信管理论坛
电信管理论坛（TeleManagement Forum，简称 TM Forum 或 TMF）是一个非营利的国际行业协会，聚焦于为信息产业、通信产业和娱乐业的服务提供者及其它供应商提高业务效力。论坛提供实用的解决方案、指导和引领，意在为“数字业务”改变人员设置、交互和计费的方式。其成员包括最大的通信服务提供者、有线电视运营商、网络运营商、软件提供商、设备提供商，以及系统集成商。论坛拥有来自75个国家的超过700个成员公司。
电信管理论坛提供广泛的信息和支撑，以帮助其成员减少有关建立和交付“能带来利润的服务”的花费和风险。除了认证培训、会议和出版外，它们还包括行业研究和标杆（benchmarks）、技术路线图、最佳实践指南、软件标准和接口。论坛同时还向它的成员社区提供广泛的市场营销和业务网络机会，使得与新客户和合作伙伴之间的业务能够开展。
电信管理论坛由英国电信（BT）和美国电话电报公司（AT&T）于1988年创办。论坛联合其成员，合作地解决系统和运营管理问题。电信管理论坛的解决方案框架（NGOSS）——包括诸如业务过程框架（增强型电信运营图谱，即eTOM）、信息框架（共享信息/数据，即SID）以及应用程序框架（电信应用程序谱图，即TAM）的，被广泛采用的电信技术——全部都成为了电信行业的事实标准（de-facto standards）。